# Erik Hühns
Erik Hühns (* 26. August 1926 in Berlin; † 2010) war ein deutscher Historiker.

Erik Hühns studierte von 1946 bis 1952 Geschichte und Germanistik an der Humboldt-Universität zu Berlin. Er wurde 1958 mit einer Arbeit unter dem Titel die Anfänge des nationalen Fühlens im deutschen Volk am Ausgang des Mittelalters promoviert. Hühns war von 1952 bis 1958 wissenschaftlicher Mitarbeiter und Leiter der Abteilung Mittelalter am Museum für Deutsche Geschichte in Berlin. Ab 1953 war er Honorardozent an der Humboldt-Universität zu Berlin. Von 1958 bis 1973 war er Direktor des Märkischen Museums in Berlin. Von 1973 bis 1979 war er Stellvertretender Generaldirektor der Staatlichen Museen zu Berlin und von 1977 bis 1983 Direktor des Museums für Ur- und Frühgeschichte der Staatlichen Museen zu Berlin. Unter seiner Leitung fanden mehrere Sonderausstellungen statt, so im Jahr 1979 „Kunst der Azteken“ und „Präkolumbianische Goldschätze“ und 1982 in Zusammenarbeit mit der Bulgarischen Akademie der Wissenschaften „Troja und Thrakien“, eine Ausstellung, die in Berlin, Sofia, Moskau und Leningrad gezeigt wurde.
Hühns war Mitherausgeber der Festschrift zum 100-jährigen Bestehen des Märkischen Museums zu Berlin. Er war Mitglied des Präsidialrates und des Präsidiums des Kulturbundes der DDR. Hühns machte 1969 vier verschiedene Typen von Nation aus und teilte sie in „bürgerliche“, „sozialistische“, „befreite“ und „gespaltene“ ein. Die deutsche Nation gehörte für ihn zu den „gespaltenen“ Nationen. Hühns zählte zu den führenden Publizisten einer sozialistischen Heimattheorie in der DDR. Er war Vorsitzender des Zentralen Fachausschusses für Heimatgeschichte und Ortschronik und legte mit Hubert Mohr eine Einführung in die Heimatgeschichte vor. 

## Schriften
Monographien
- Bürger, Bauer, Edelmann. Leben im Mittelalter. Neues Leben, Berlin 1963.
- Anfänge nationalen Fühlens im deutschen Volk am Ausgang des Mittelalters. Phil. Diss. Berlin 1957.

Herausgeberschaften
- mit Hubert Mohr: Einführung in die Heimatgeschichte. Deutscher Verlag der Wissenschaften, Berlin 1959.